# Хамза Шиблі
Хамза Шиблі (араб. حمزة شيبلي, івр. חמזה שיבלי; 19 серпня 2004) — ізраїльський футболіст, який грає на позиції лівого вінгера за ізраїльський клуб «Маккабі Бней Рейне» на правах оренди від «Маккабі» (Хайфа), а також за збірні Ізраїлю до 19 років та збірну Ізраїлю до 20 років.

## Раннє життя
Шиблі народився в Шиблі-Умм-ель-Ганнам, Ізраїль, в мусульмансько-арабській бедуїнській родині. Його молодший брат Джад Шиблі — футболіст, який грає за молодіжний склад ізраїльського клубу «Маккабі» (Хайфа). Його рідне місто, бедуїнське село Шиблі-Умм-ель-Ганнам, розташоване поруч з горою Табор на півночі Ізраїлю.

## Клубна кар'єра
Він почав грати за дитячу команду ізраїльського клубу «Маккабі» (Хайфа), коли йому було 10 років.
11 липня 2023 року дебютував у складі основної команди у матчі кваліфікації Ліги чемпіонів УЄФА проти «Хамрун Спартанс», який завершився перемогою з рахунком 4:0.
28 січня 2024 року відданий в оренду клубу «Хапоель» (Петах-Тіква) до кінця сезону.
20 серпня 2024 року віддано в оренду команді «Іроні Кір'ят-Шмона».

## Виступи за збірну
Він дебютував за збірну Ізраїлю до 19 років у товариському матчі проти збірної Греції до 19 років 28 лютого 2023 року.
Він грав за збірну Ізраїлю до 20 років на чемпіонаті світу з футболу 2023 року. Шиблі забив гол у ворота збірної Бразилії до 19 років, зрівнявши рахунок на чемпіонаті світу в матчі, який збірна Ізраїлю в підсумку виграла з рахунком 3:2 і вийшла в півфінал. Шиблі асистував у першому голі матчу проти Південної Кореї в матчі за третє місце у фіналі чемпіонату світу до 20 років.

## Титули та досягнення
Маккабі Хайфа
- Суперкубок Ізраїлю : 2023